# Panna
Panna é uma cidade e um município no distrito de Panna, no estado indiano de Madhya Pradesh.

## Geografia
Panna está localizada a 24° 43′ N, 80° 12′ L. Tem uma altitude média de 433 metros (1 420 pés).

## Demografia
Segundo o censo de 2001, Panna tinha uma população de 45 666 habitantes. Os indivíduos do sexo masculino constituem 53% da população e os do sexo feminino 47%. Panna tem uma taxa de literacia de 74%, superior à média nacional de 59,5%: a literacia no sexo masculino é de 80% e no sexo feminino é de 67%. Em Panna, 14% da população está abaixo dos 6 anos de idade.